# Luis Giovanni Avila
Luis Giovanni Ávila Guarachi (La Paz, Bolivia, 28 de enero de 1972) es un escritor, poeta, músico y profesional boliviano especializado en marketing estratégico. Se ha destacado en el ámbito literario, en la gestión pública y empresarial, ocupando cargos a nivel gerencial tanto en instituciones, como en el sector privado. Es autor de varios poemarios y cuentos, siendo reconocido a nivel internacional. En el ámbito deportivo fue presidente del club Club Independiente Petrolero de Sucre entre 2008 y 2009.

## Biografía
Nació el 28 de enero de 1972 en La Paz, Bolivia. Vivió gran parte de su adolescencia y juventud en Buenos Aires, Argentina, formándose profesionalmente en la Universidad de Buenos Aires, en la parte literaria esa ciudad influyo mucho en su obra, donde entró en contacto con destacados escritores como Abelardo Castillo
En 1994 retorno a Bolivia donde ocupo cargos cargos a nivel de jefatura y gerencial,  especializándose en Marketing estratégico y Digital, es ahí donde produjo sus obras mas relevantes de su carrera.
En 1995 contrajo matrimonio con Esther Ruiz, con quien tuvo dos hijos, la pareja se separó el año 2000.

## Formación y carrera profesional
Luis Giovanni Ávila es profesional en el área de Economía, especializado Marketing Estratégico. Ha desempeñado diversos cargos de alta responsabilidad, entre ellos:
- Presidente del Club Independiente Petrolero (2008–2009)
- Representante Regional de Chuquisaca en la Superintendencia de Hidrocarburos
- Gerente General de Avis Car Rental en La Paz
- Director de Ventas (Sales Director) en Ernesto Olivares Visual Information (España)
- Consultor y ejecutivo en varias empresas privadas

## Obra literaria
Su obra se caracteriza por un estilo introspectivo y fantástico, que explora temáticas filosóficas, existenciales y simbólicas. Es autor de los siguientes libros:
- Zulema Sin Ti
- Poemas de una noche de verano (Waynaririkura)
- Alteridad: Trilogía fantástica

Alteridad ha sido especialmente reconocida por su estructura envolvente y su exploración de realidades alternas.
Zulema Sin ti ha sido reconocida por el Premio Internacional de Poesía Hispaletras.

## Estilo y temas
Ha construido un cuerpo literario que transita entre lo poético, lo fantástico y lo existencial. Su estilo se caracteriza por un lenguaje elaborado, imágenes intensas y una profunda exploración de la condición humana. Ha publicado tanto poemarios y cuentos, siendo reconocido internacionalmente por su sensibilidad literaria.

## Premios
- Premio Internacional de Poesía Hispaletras (2016), por su destacada producción poética.